# Heinrich Zobel
Heinrich Zobel, auch Henrich Zobel (* vor 1558 in Bremen; † nach 1597, vermutlich um 1615) war Ratsherr und Bürgermeister in Bremen.

## Biografie
Der Kaufmann Heinrich Zobel wurde 1583 in den Bremer Rat und 1597 zum Bürgermeister gewählt. 1591 begann sein Bauherren-Amt an der St.-Martini-Kirche in Bremen, der er 1597 ein Portal mit Epitaph zum Neanderhaus stiftete. Nach dem Tode von Heinrich Zobel wurde sein Sohn Johann Zobel (1578–1631) in den Rat der Stadt gewählt, später auch in das Amt des Bürgermeisters.

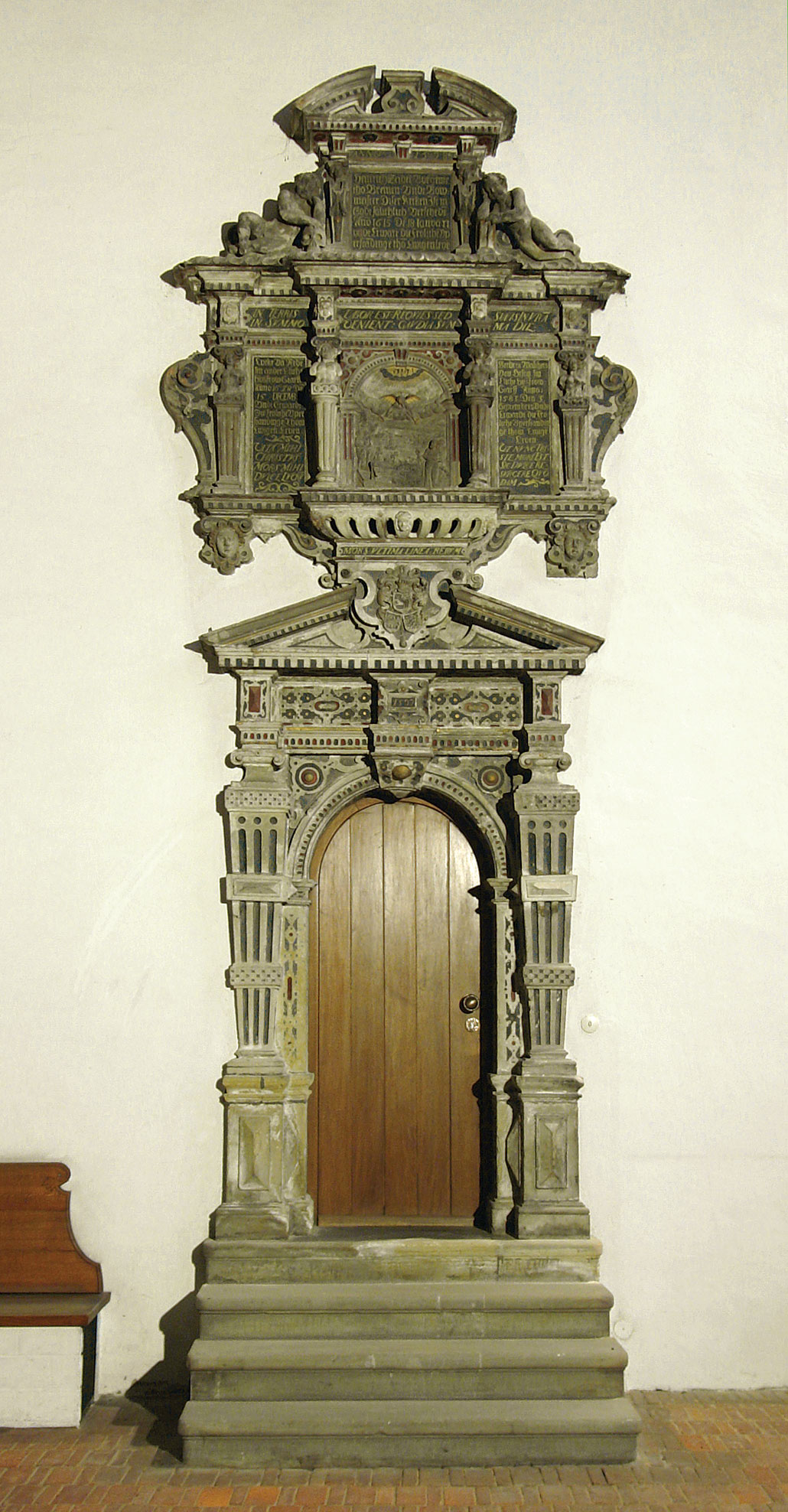
Portal zum Neanderhaus in der Martini-Kirche
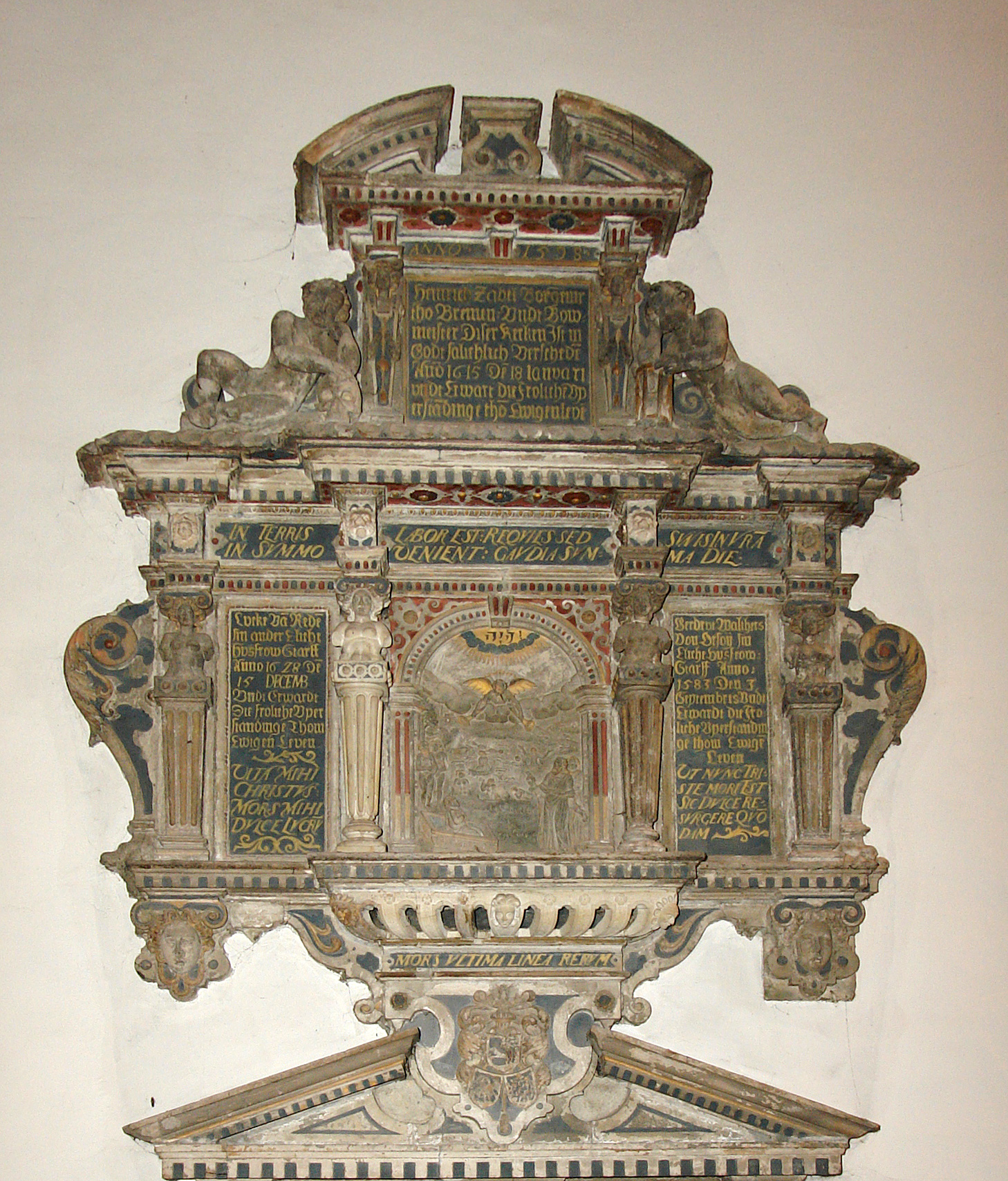
Detail: Zobel-Epitaph in der Martini-Kirche
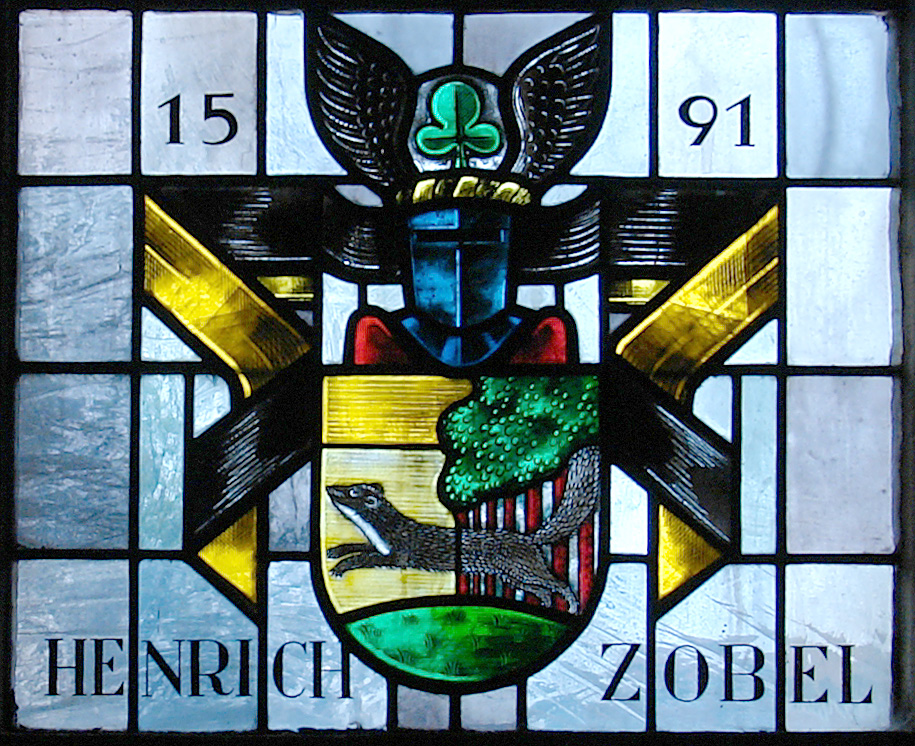
Detail: Wappen Henrich Zobel im Glasfenster der Martini-Kirche
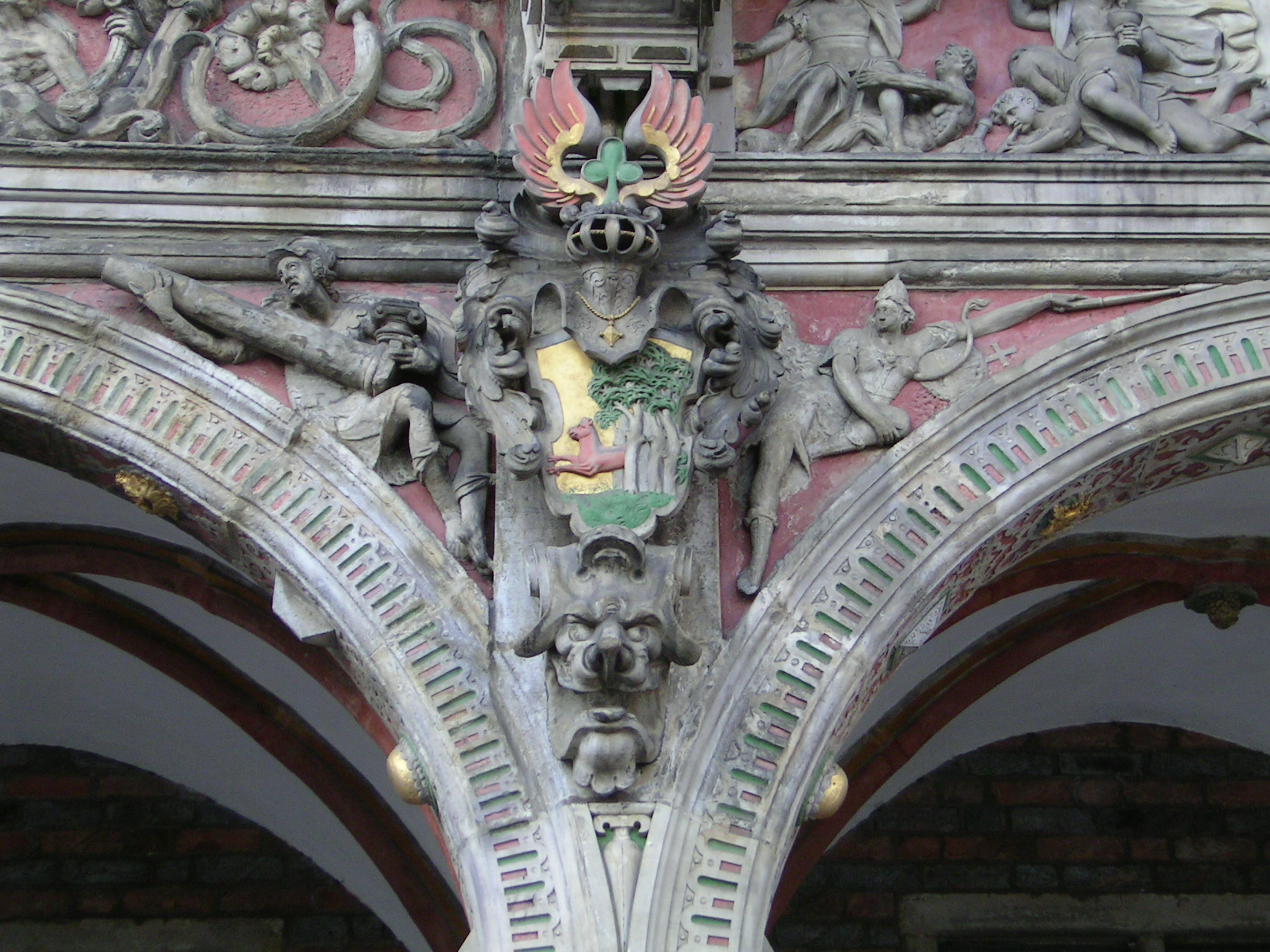
Wappen von Heinrich Zobel am Bremer Rathaus